# Шлюмберже, Конрад
Конрад Шлюмберже — французский геофизик и предприниматель, старший из братьев Шлюмберже, известных как основатели нефтесервисной корпорации Schlumberger и пионеры электроразведки, в частности — изобретатели четырёхэлектродной симметричной установки.
Родился в семье богатого эльзасского текстильного фабриканта, за 6 лет до брата Марселя.
В 1907 году стал профессором парижской Горной школы. В 1912—1914 годах создал и опробовал несколько методов — вертикальное электрические зондирование, электропрофилирование, электрический каротаж, а также метод естественного поля, которые до сих применяются в электроразведке. В то же время был разработан потенциометр Шлюмберже.
В 1926 году в Париже основали с братом нефтесервисную компанию Société de Prospection électrique (SPE), а в 1931 году — ещё одну, Compagnie Générale de Géophysique (CGG). В начале 1930-х годов SPECIFIC начала работы в СССР. В 1936 году сотрудники фирмы были обвинены в шпионаже, французские поданные были высланы из СССР. Через несколько дней в пути из СССР во Францию Конрад Шлюмберже скончался в результате инфаркта.